# 5204 Геракліт
5204 Геракліт (5204 Herakleitos) — астероїд головного поясу, відкритий 11 лютого 1988 року.
Тіссеранів параметр щодо Юпітера — 3,195.